# Star Trek VI: The Undiscovered Country
Star Trek VI: The Undiscovered Country is een Amerikaanse speelfilm uit 1991 onder regie van Nicholas Meyer. Dit is de laatste Star Trekfilm met alle personages uit de oorspronkelijke serie.

## Verhaal
Na een explosie op Praxis, de mijnbouwmaan van de Klingons thuiswereld Qo’noS, hebben ze 50 jaar voordat hun ozonlaag compleet verdwenen is en hun planeet onbewoonbaar wordt. De Klingons kunnen het zich niet meer veroorloven om oorlog te voeren met de Federatie en hun enige keuze is om vredesbesprekingen te beginnen. Dit zou betekenen dat er een einde komt aan een periode van 70 jaar oorlog.
Kapitein James T. Kirk en zijn bemanning worden aangewezen om een Klingon delegatie onder aanvoering van kanselier Gorkon te begeleiden naar de Aarde. Een etentje aan boord van de USS Enterprise NCC-1701A loopt, onder invloed van sterkedrank, uit op een ramp en de Klingon delegatie keert beledigd terug naar hun eigen schip.
De volgende morgen wordt het Klingonschip, de Kronos One, beschoten door twee fotontorpedo's, schijnbaar afkomstig van de Enterprise. Hierbij wordt het zwaartekrachtsysteem van de Klingons beschadigd. Twee mannen in Federatie-ruimtepakken en met magnetische laarzen transporteren zich naar het Klingonschip en schieten op de hulpeloos zwevende Klingons, waarbij ze kanselier Gorkon dodelijk verwonden. Kirk en dr. McCoy stralen over naar de Kronos One, waar de dokter vertwijfeld probeert het leven van de kanselier te redden. Dat mag niet meer baten; Gorkon sterft en Kirk en McCoy worden door de Klingons in hechtenis genomen. Ze worden veroordeeld tot levenslange opsluiting in de Klingon strafkolonie Rura Penthe.
Azetbur, de dochter van Gorkon, wordt tot nieuwe kanselier benoemd en ze besluit de vredesonderhandelingen tóch door te zetten, ondanks sterk verzet in eigen kringen. Ze eist wel van de Federatie dat die niets zullen doen om Kirk en McCoy te bevrijden. Ondertussen zijn Kirk en McCoy, met hulp van de vormveranderaar Martia, ontsnapt uit het werkkamp. Nadat de verraderlijke Martia onschadelijk is gemaakt, worden de twee opgestraald door de Enterprise onder leiding van Spock.
Tijdens het proces van Kirk worden er delen uit het logboek van kapitein Kirk voorgelezen. Het blijkt dat luitenant Valeris, protegé van Spock, deze aan de Klingons heeft gegeven. Wanneer Spock haar ondervraagt, bekent ze uiteindelijk een samenzwering tegen de vredesbesprekingen. In dit complot zitten zowel Starfleet- als Klingon-officieren, alsook de Romulaanse ambassadeur. Het blijkt dat er een aanslag is voorbereid op de president van de Federatie, zodat de onderhandelingen zullen mislukken.
Kapitein Kirk neemt contact op met zijn oude bemanningslid Hikaru Sulu, die nu kapitein is van de USS Excelsior NCC-2000. Samen gaan ze naar de Khitomer, waar de vredesonderhandelingen plaatsvinden. Hier worden ze onder vuur genomen door een prototype Klingon Bird of Prey, dat kan vuren terwijl het gecamoufleerd is. Dit schip was ook verantwoordelijk voor de aanslag op de Kronos One. Uiteindelijk weten de twee Federatieschepen het Klingonschip te vernietigen, waarna men nog net op tijd de aanslag op de president kan voorkomen.

## Rolbezetting
| Acteur              | Personage                       | Opmerkingen  |
| ------------------- | ------------------------------- | ------------ |
| William Shatner     | Kapitein James T. Kirk          |              |
| Leonard Nimoy       | Kapitein Spock                  |              |
| DeForest Kelley     | Dr. Leonard McCoy               |              |
| James Doohan        | Kapitein Montgomery Scott       |              |
| George Takei        | Kapitein Hikaru Sulu            |              |
| Walter Koenig       | Commander Pavel Chekov          |              |
| Nichelle Nichols    | Commander Nyota Uhura           |              |
| Grace Lee Whitney   | Commander Janice Rand           |              |
| Mark Lenard         | Vulcan ambassadeur Sarek        |              |
| Kim Cattrall        | Luitenant Valeris               |              |
| David Warner        | Kanselier Gorkon                |              |
| Rosanna DeSoto      | Kanselier Azetbur               |              |
| Christopher Plummer | Generaal Chang                  |              |
| Kurtwood Smith      | President van de Federatie      |              |
| Brock Peters        | Starfleet admiraal Cartwright   |              |
| John Schuck         | Klingon ambassadeur             |              |
| Darryl Henriques    | Romulaanse ambassadeur Nanclus  |              |
| Iman                | Martia                          |              |
| Paul Rossilli       | Klingon brigadegeneraal Kerla   |              |
| Michael Dorn        | Kolonel Worf                    |              |
| René Auberjonois    | Kolonel West                    | niet vermeld |
| Christian Slater    | Excelsior communicatie officier | cameo        |

## Achtergrond

### Ontvangst
Star Trek VI ontving over het algemeen positieve reacties van critici. Op Rotten Tomatoes scoort de film 82% gebaseerd op 44 reviews.

### Thema's
Star Trek VI kan worden gezien als een allegorie voor de val van het communisme in Oost-Europa rond 1990 rond de tijd dat de film werd gemaakt. Een referentie hiervan wordt gemaakt door Spock wanneer hij met Kirk over het bezoeken van de Klingons praat. Hierbij citeert hij een Vulcanspreekwoord: "Only Nixon could go to China".
Volgens de film zijn de Klingons en de Federatie gedurende 70 jaar verwikkeld geweest in een Koude Oorlog.
De weergave van de ontploffing van Praxis kan een referentie zijn naar de kernramp van Tsjernobyl, een van de grootste vernederingen van de Sovjet-Unie.
Kirks opmerking "some people think the future means the end of history. Well, we haven't run out of history just yet." is een referentie naar Francis Fukuyama’s essay The End of History (1990), waar de val van het communisme in wordt beschreven.
Het hoofdthema van de film is het idee dat iemand zijn eigen vooroordelen moet overwinnen. Veel personages aan beide kanten moeten inzien dat de vrede eraan komt en ze elkaar moeten accepteren.
De dialogen in de film bevatten veel historische en culturele referenties, waaronder zinnen van Shakespeare.

## Prijzen/nominaties
- In 1992 werd Star Trek VI: The Undiscovered Country genomineerd voor twee Oscars, maar won deze niet:
  - Beste effecten
  - Beste Make-up
- Datzelfde jaar werd de film genomineerd voor de Hugo Award voor "Best Dramatic Presentation", maar won ook deze niet.
- In 1993 werd de film genomineerd voor vijf Saturn Awards, en won er 1:
  - Beste sciencefictionfilm – gewonnen
  - Beste kostuums
  - Beste make-up
  - Beste vrouwelijke bijrol (Kim Cattral)
  - Beste script

## Trivia
- De film werd opgedragen aan Star Trek-bedenker Gene Roddenberry, die net voordat de film uitkwam stierf aan een hartstilstand.
- In deze film werden voor het eerst de schokgolfringen bij een gigantische explosie (de ontploffing van Praxis) als special effect gebruikt. Dit effect werd later in talloze andere films en series gebruikt, waaronder in de heruitgave van de Star Wars trilogie (de ontploffing van Alderaan)
- Het kantoor van de president in de film is eigenlijk de conferentieruimte uit Star Trek: The Next Generation.
- Dit was de laatste Star Trek film gebaseerd op de originele serie. Het personage James T. Kirk had echter nog wel een belangrijke rol in de erop volgende film.